# Enicospilus signativentris
Enicospilus signativentris là một loài tò vò trong họ Ichneumonidae.